# Zum goldenen Schwan

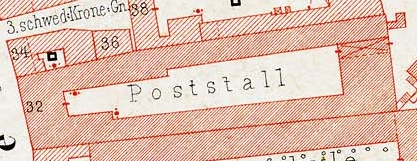
Historischer Grundriss (1861)

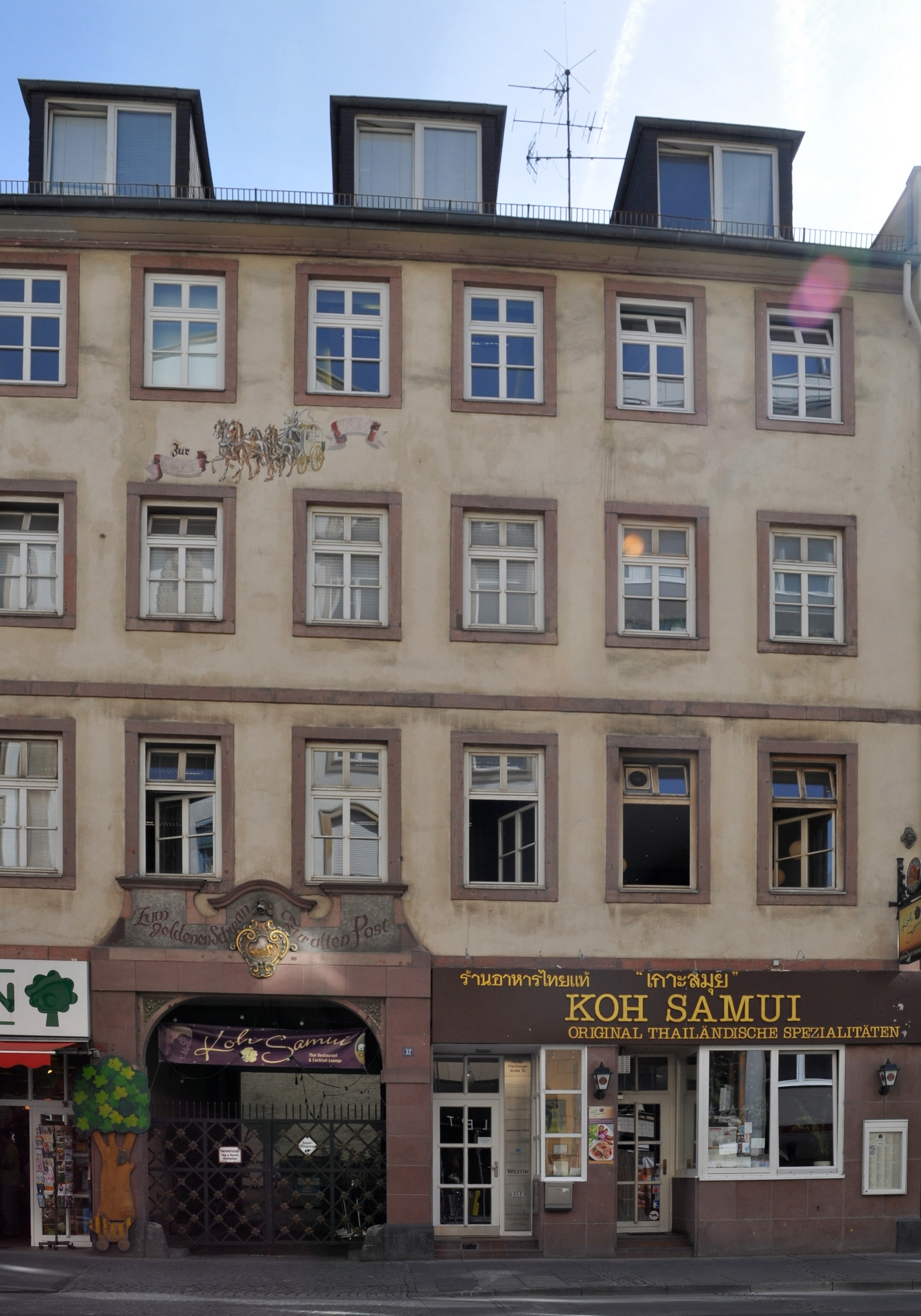
Bauzustand 2011

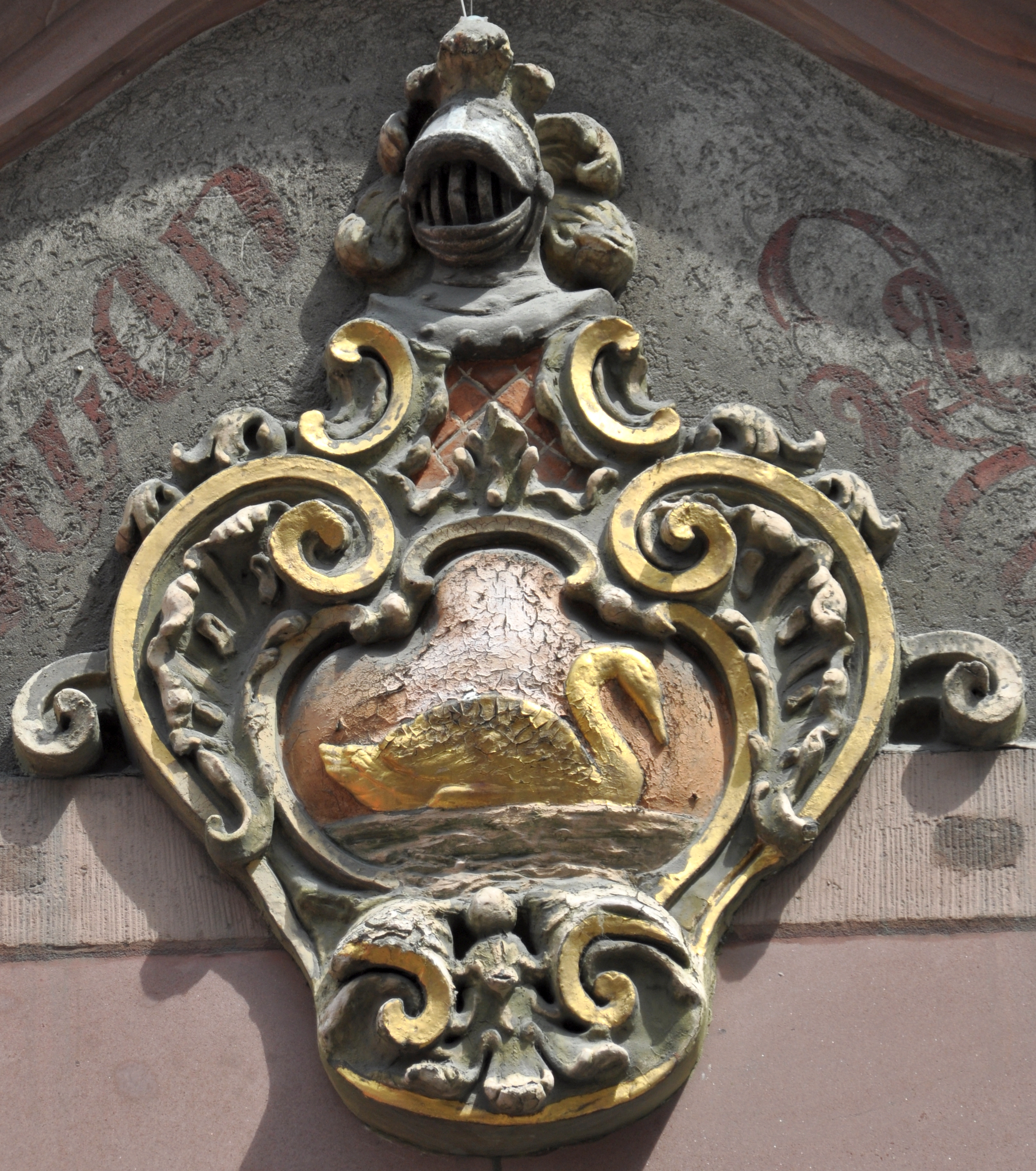
Hauszeichen über der Hofeinfahrt

Das Gasthaus Zum goldenen Schwan ist ein denkmalgeschütztes historisches Gebäude in Frankfurt am Main. Es gehört zu den wenigen Häusern der Innenstadt, die im Zweiten Weltkrieg bei den Luftangriffen auf Frankfurt am Main nicht zerstört wurden.

## Lage
In Frankfurt am Main gab es zwei Gebäude mit dem Namen Goldener Schwan. Das eine ist das Haus zum Goldenen Schwan, welches zum Römer genannten Rathauskomplex der Stadt gehört, das andere – und hier beschriebene – ist ein ehemaliges Gasthaus in der früheren Friedberger Gasse 21, jetzt Große Friedberger Straße 32, nahe der Konstablerwache.

## Geschichte
Das Gelände, auf welchem das Gebäude liegt, gehörte vielleicht bereits ab 1222, spätestens aber seit 1293 dem Deutschen Orden, 1433 wird es als mit einem Haus nebst Hof und Garten bebaut erwähnt. Bereits 1592 wird das Gebäude in einer Steuerurkunde als Wirtshaus zum goldenen Schwanen bezeichnet. Im 18. Jahrhundert wurde neben der Gaststätte eine Station der Extrapost in dem weitläufigen Gebäudekomplex eingerichtet. Die Liegenschaft blieb bis zur Säkularisation im Besitz des Deutschen Ordens. Am 5. Oktober 1810 kaufte dann Fürst Karl Alexander von Thurn und Taxis das Gasthaus „Zum goldenen Schwan“. vom Orden. Die Gastwirtschaft im Gebäude blieb erhalten; zusätzlich zur Extrapost wurde in der Liegenschaft die Poststallmeisterei der Thurn-und-Taxis-Post (als einzige Taxissche Dienststelle in Frankfurt außerhalb des Palais Thurn und Taxis) unterhalten. Da im Palais Thurn und Taxis von 1816 bis 1866 die ständige Versammlung des Deutschen Bundes tagte, war im goldenen Schwan von 1816 bis zu einer Verlegung in ein anderes Gebäude 1833 auch die Generaldirektion der Taxisschen Verwaltung in Frankfurt untergebracht. Im Zuge des nach dem Zweiten Weltkrieg begonnenen Neubaus der parallel zur Großen Friedberger Straße verlaufenden Kurt-Schumacher-Straße wurde der die Pferdestallungen umfassende Teil des Gebäudekomplexes Zum goldenen Schwan nach Osten hin abgebrochen und durch einen Hotelneubau ersetzt. Erhalten blieb der ursprüngliche Gebäudekern mit der Gaststätte, die damit zu den ältesten in Frankfurt gehört.

## Bewohner und Gäste
Joseph Süß Oppenheimer hatte in seinen letzten Lebensjahren um 1735 im Gebäude eine Wohnung und als württembergischer Resident auch ein Kontor mit Pferdestall und Weinkeller. Um 1800 traf sich in der Liegenschaft regelmäßig eine jüdische Lesegesellschaft. Um 1850 lebte in dem Anwesen der zum Umkreis von Ludwig Börne gehörende Arzt Dr. Michael Wilhelm Reiss.

## Moderne Nutzung
Anfang der 1960er Jahre waren in dem Gebäude neben einer Gaststätte noch je eine Spedition, Briefmarkenhandlung, Klischieranstalt, Lebensmittelgeschäft, Polstermöbelhandlung, Fußpflege, Rechtsanwaltskanzlei und Badeanstalt als Nutzer vorhanden. Seit 1989 gehört das Haus zum Gebäudekomplex des hofseitig angebauten 5-Sterne-Hotels The Westin Grand Frankfurt der Schörghuber Unternehmensgruppe. Im Erdgeschoss befinden sich links ein Fachgeschäft für Spielzeug sowie rechts ein nach der Insel Ko Samui benanntes thailändisches Spezialitätenrestaurant. In den darüber liegenden Etagen sind Büros der Hotelverwaltung sowie eine Rechtsanwaltskanzlei.